# Matt Donovan
Matt Donovan, född 9 maj 1990, är en amerikansk professionell ishockeyspelare som spelar för Frölunda HC i SHL. Han har tidigare spelat för bland annat New York Islanders i NHL.
Donovan draftades i fjärde rundan i 2008 års draft av New York Islanders som 96:e spelare totalt.